# هينك فـان ليوين
هينك فـان ليوين (بالهولندية: Henk van Leeuwen)‏ هو لاعب كرة قدم هولندي، ولد في 2 أبريل 1951.